# Skovkirken
Skovkirken er en lille kirke, som tilhører Kolonien Filadelfia. Den er tegnet af arkitekt Holger Jensen i 1973.
- Kirken set udefra

- Kirken set indefra - oversigt
- Kirken set indefra - tæt på alter